# Multiple Registration Protocol
Multiple Registration Protocol (MRP), ранее известный как Generic Attribute Registration Protocol (GARP) — это общая структура, рекомендованная IEEE для использования в сетевых мостах, сетевых коммутаторах, или других аналогичных устройствах с возможностью регистрации и перерегистрации специальных атрибутов, таких как идентификаторы VLAN и членство в мультикастовых группах в больших локальных сетях LAN.

## История
Generic Attribute Registration Protocol (GARP) был разработан IEEE как архитектура и набор правил операций для устройств в сети чтобы иметь возможность за- и отрегистрировать специфические значения переменных. Протокол GARP использует два приложения:
- GARP VLAN Registration Protocol (GVRP) для регистрации транковых VLAN между коммутаторами 3- 4- и 5-го уровня.
- GARP Multicast Registration Protocol (GMRP) для регистрации членства в широковещательных посылках.

Оба приложения служили расширениями для коммутаторов, поддерживающих спецификации VLAN 802.1Q.
Multiple Registration Protocol (MRP) был разработан как замена GARP в качестве поправки IEEE 802.1ak-2007. Оба приложения GARP были также преобразованы для использования в MRP. GVRP был заменён на Multiple VLAN Registration Protocol (MVRP) и GMRP — на Multiple MAC Registration Protocol (MMRP). Все эти изменения GARP, GVRP, и GMRP вошли в обновлённый стандарт 802.1Q, который изначально разрабатывался для поддержки VLAN. Это также способствовало существенному упрощению основного протокола без больших изменений непосредственно интерфейса приложений.
Стимулом для изменения было упрощение регистрации или перерегистрации при отказах под GARP и GVRP. При старых протоколах операция занимала чрезвычайно много времени с существенной деградацией полосы пропускания — особенно при обработке в больших сетях. Это было устранено с новым протоколом и приложениями. Ожидается, что в будущем GARP будет удалён и из Spanning Tree Protocol IEEE 802.1D

## Multiple MAC Registration Protocol (MMRP)
Протокол множественной регистрации MAC-адресов, Multiple MAC Registration Protocol — приложение MRP определённое в IEEE 802.1ak-2007. Это сетевой протокол второго уровня для регистрации группы MAC-адресов (например мультикастовых) в нескольких коммутаторах. Он заменил базирующийся на STP 802.1D старый протокол GMRP (GARP Multicast Registration Protocol).

## Multiple VLAN Registration Protocol (MVRP)
Протокол множественных регистраций VLAN Multiple VLAN Registration Protocol (MVRP) ранее известный как GARP VLAN Registration Protocol (GVRP) также является сетевым протоколом второго уровня для автоматической конфигурации информации VLAN в коммутаторах. Он был определён приложением 802.1ak к рекомендациям IEEE 802.1Q-2005.
В пределах второго уровня сетевой модели OSI MVRP обеспечивает динамический обмен информации о VLAN и конфигурацию необходимых VLAN. Например, поставлена задача добавить определённый порт коммутатора в VLAN, или сетевое устройство, поддерживающее VLAN и подключённое в порт коммутатора требует переконфигурации, и все необходимые транки динамически созданы на других коммутаторах, поддерживающих MVRP. Для выполнения этой задачи без возможностей MVRP потребуется ручная конфигурация VLAN или какой-либо проприетарный метод производителя. Если же выполнять эту задачу средствами MVRP, который использует динамические значения VLAN в фильтруемой базе данных. Если коротко — MVRP помогает динамически поддерживать конфигурации VLAN в статических конфигурациях сетей.
802.1Q даёт возможность:
- 1. Динамически конфигурировать и распределять информацию о принадлежности VLAN через механизмы MVRP.
- 2. Статически конфигурировать информацию о принадлежности VLAN посредством механизмов менеджмента, которые позволяют управлять регистрационными данными о статических записях регистраций VLAN.
- 3. Поддерживать комбинированные статические и динамические конфигурации, при которых некоторые VLAN конфигурируются посредством механизмов менеджмента, а для других VLAN сохраняется возможность динамической конфигурации средствами MVRP.